# Autoroute 550
 (avril 2020).
Si vous disposez d'ouvrages ou d'articles de référence ou si vous connaissez des sites web de qualité traitant du thème abordé ici, merci de compléter l'article en donnant les références utiles à sa vérifiabilité et en les liant à la section « Notes et références ».
L'autoroute 550, autoroute québécoise projetée, serait située à Gatineau et serait une route de contournement de la ville de Gatineau. Elle faciliterait les liens avec l'ouest de la ville d'Ottawa et améliorerait l'accès à l'autoroute 416 à partir de la rive québécoise. Ceci allègerait la circulation sur les autoroutes 5 et 50 ainsi que dans le centre-ville d'Ottawa. Ce projet aurait également nécessité la construction d'un nouveau pont sur la rivière des Outaouais.
En 1996, le ministère des Transports du Québec a déclaré qu'il n'était actuellement pas nécessaire de construire une voie de contournement de la ville de Gatineau. Par contre, le corridor de l'autoroute a été conservé dans l'éventualité de construire un boulevard ou une autoroute en partenariat avec la Commission de la capitale nationale. 
Elle porte le nom de Corridor Deschênes.